# Ottón Solís
Ottón Solís Fallas (ur. 31 maja 1954), polityk kostarykański. Lider Partii Działania Obywatelskiego (PAC). Kandydat w wyborach prezydenckich w 2002, 2006 oraz w 2010.
Ottón Solís był współtwórcą centrolewicowej Partii Działania Obywatelskiego (Partido Acción Ciudadana, PAC), z ramienia której startował w 2002 w wyborach prezydenckich (odpadł w I turze wyborów). Ponownie ubiegał się o stanowisko prezydenta w lutym 2006, przegrywając jednak nieznacznie z Oscarem Ariasem.
W lutym 2010 wziął po raz trzeci udział w wyborach prezydenckich. Znany jest jako przeciwnik układu o strefie wolnego handlu w Ameryce Środkowej CAFTA.